# UBlock Origin
uBlock Origin (/ˈjuːblɒk/ YOO-blok) este o extensie de browser⁠(d) gratuită și open-source pentru filtrarea conținutului, inclusiv blocarea reclamelor⁠(d). Extensia este disponibilă pentru Firefox și browserele bazate pe Chromium (cum ar fi Chrome, Edge, Brave și Opera ).
uBlock Origin este dezvoltat și întreținut în mod activ de creatorul și dezvoltatorul principal Raymond Hill și de comunitatea open source. În decembrie 2024, versiunea Chrome a uBlock Origin avea peste 40 de milioane de utilizatori activi, iar versiunea Firefox avea peste 9 milioane de utilizatori activi.

## Istoric
Dezvoltarea uBlock Origin (uBO) a început prin copierea bazei de cod a HTTP Switchboard, o extensie concepută pentru a oferi utilizatorilor control asupra cererilor browserului. uBlock, care a fost predecesorul lui uBlock Origin, a fost influențat în continuare de uMatrix, o altă extensie de browser creată prin copierea HTTP Switchboard.

### HTTP Switchboard
HTTP Switchboard a fost lansat inițial pe 20 septembrie 2013. Acesta a permis utilizatorilor să controleze tipurile de cereri efectuate de browserul lor, oferind o modalitate de a bloca anumite tipuri de conținut web. Cu toate acestea, dezvoltarea HTTP Switchboard a încetat pe 18 mai 2015.

### uMatrix
După încheierea dezvoltării HTTP Switchboard, uMatrix a fost introdus pe 24 octombrie 2014.
Această extensie, concepută pentru utilizatorii avansați, a acționat ca un firewall al cererilor, permițând utilizatorilor să controleze cererile browserului pe două dimensiuni principale: domeniile și subdomeniile către care au fost trimise cererile și tipurile de cereri (cum ar fi cookie-uri, imagini, XMLHttpRequest, frame-uri⁠(d) și script-uri⁠(d)). uMatrix a păstrat o mare parte din interfața utilizator de la HTTP Switchboard, dar și-a extins semnificativ funcționalitatea, oferind un nivel mai granular de control asupra cererilor web.
Evoluția acestor extensii a pus bazele uBlock, care combină elemente din HTTP Switchboard și uMatrix, simplificând în același timp experiența utilizatorului pentru o accesibilitate mai largă.

### uBlock
uBlock a fost numit inițial „μBlock”, dar numele a fost schimbat ulterior în „uBlock” pentru a evita confuzia cu privire la modul în care ar trebui pronunțată litera greacă μ (Mu/Micro) din „μBlock”. uBlock a fost dezvoltat de Raymond Hill pentru a utiliza liste de blocare⁠(d) menținute de comunitate, adăugând în același timp funcții și ridicând calitatea codului la standardele release.  Lansată pentru prima dată în iunie 2014 ca extensie pentru Chrome și Opera, în 2015 extensia a devenit disponibilă și în alte browsere.
Un studiu comun Sourcepoint și comScore a raportat o creștere de 833% din noiembrie 2014 până în august 2015, cea mai puternică creștere dintre adblockerele enumerate. Raportul a atribuit creșterea dorinței utilizatorilor de a dispune de blocatoare pure, în afara programului „avertismente acceptabile” operat de Adblock Plus. 
În iulie 2018, ublock.org a fost achiziționat de AdBlock⁠(d) și a reluat dezvoltarea. Din februarie 2019, uBlock a început să permită utilizatorilor să participe la „reclame acceptabile”, un program administrat de Adblock Plus care permite unele reclame considerate „acceptabile” și neintrusive, și pentru care editorii mari plătesc o taxă.

### uBlock Origin
La 3 aprilie 2015, Raymond Hill a transferat proiectul uBlock lui Chris Aljoudi din cauza frustrărilor legate de gestionarea cererilor tot mai numeroase ale utilizatorilor. Hill a explicat că proiectele nu mai erau un hobby, ci deveniseră mai degrabă o slujbă plictisitoare. El a declarat: „Aceste proiecte sunt pentru mine, nu un loc de muncă cu normă întreagă. Au încetat să mai fie un hobby atunci când s-au simțit din ce în ce mai mult ca o muncă plictisitoare. Voi continua să mențin versiunea mea (și o voi împărtăși cu oricine dorește să o folosească) pentru că asta garantează că instrumentul se va potrivi cu ceea ce vreau eu de la el.” La 6 aprilie, Hill și-a creat propriul fork al proiectului, redenumindu-l uBlock Origin.
Din octombrie 2017, uBlock Origin a fost complet separat de uBlock al lui Aljoudi. Aljoudi a creat ublock.org pentru a găzdui și promova uBlock și pentru a solicita donații. Ca răspuns, fondatorul uBlock, Raymond Hill, a declarat că „donațiile solicitate de ublock.org nu sunt în beneficiul niciunuia dintre cei care au contribuit cel mai mult la crearea uBlock Origin.” Dezvoltarea uBlock s-a oprit în august 2015, dar au existat actualizări sporadice din ianuarie 2017.

### uBlock Origin Lite

UBlock Origin Lite

În 2023, Google a făcut modificări cunoscute sub numele de „Manifest V3” la API-ul WebRequest utilizat de blocarea reclamelor și extensiile de confidențialitate pentru a bloca și modifica conexiunile de rețea. În urma implementării de către Google a Manifest V3 și a încetării suportului pentru V2, eficacitatea uBlock Origin este redusă drastic în Google Chrome și alte browsere bazate pe Chromium.
Ca urmare, uBlock Origin Lite a fost creat și proiectat pentru a respecta cadrul de extensie Manifest V3 (MV3). uBO Lite diferă semnificativ de uBO în mai multe aspecte cheie, în principal datorită constrângerilor și obiectivelor de proiectare asociate cu MV3. În special, nu are actualizări ale listei de filtre în afara actualizărilor extensiilor și nu are filtre personalizate, pagini strict blocate, comutatoare pe site sau filtrare dinamică. Google a fost criticat pentru implementarea unora dintre aceste caracteristici datorită dominației sale pe piața publicității online.
Din decembrie 2024, versiunea Chrome a uBlock Origin Lite are peste 1 milion de utilizatori activi.

## Caracteristici

### Blocare și filtrare
uBlock Origin acceptă majoritatea sintaxei filtrului lui Adblock Plus. Listele de filtre populare EasyList și EasyPrivacy sunt activate implicit. Extensiile sunt capabile să importe fișiere hosts⁠(d) și o serie de liste menținute de comunitate sunt disponibile la instalare. Printre fișierele gazdă disponibile, Peter Lowe's ad servers & tracking list și listele de domenii malware, cum ar fi propriul filtru anti-malware al uBlock Origin numit Badware risks sunt, de asemenea, activate în mod implicit, împiedicând utilizatorii să viziteze site-uri rău intenționate, cum ar fi cele utilizate pentru phishing, înșelătorii, malware și multe altele. Unele caracteristici suplimentare includ filtrarea dinamică a scripturilor și iframes⁠(d) și un instrument pentru ascunderea elementelor paginii web.
uBlock Origin oferă mai multe caracteristici care nu se găsesc în uBlock original. Acestea includ:
- Color Vision Deficiency Mode: O caracteristică concepută pentru a ajuta utilizatorii cu daltonism.

- Dynamic URL Filtering: O opțiune pentru o filtrare URL mai flexibilă și adaptivă.
- Logging Functionality: Permite utilizatorilor să vizualizeze log-uri⁠(d) pentru o mai bună înțelegere a activităților extensiei.
- DOM Inspector: Un instrument pentru inspectarea Document Object Model a paginilor web.

- Block link prefetching: împiedică browserul să preîncarce link-uri.
- Block hyperlink auditing: Dezactivează capacitatea site-urilor web de a urmări când se dă clic pe linkuri printr-o tehnică numită auditare hyperlink.

Înainte exista o caracteristică care proteja împotriva scurgerilor de adrese IP prin WebRTC⁠(d). Cu toate acestea, această caracteristică a fost eliminată în versiunea 1.38 pentru toate platformele, cu excepția Android, deoarece majoritatea browserelor nu mai au vulnerabilități legate de scurgerile WebRTC.
La uBlock Origin au fost adăugate, de asemenea, comutatoare specifice site-ului pentru a comuta blocarea pop-up, blocarea domeniului strict, filtrarea cosmetică, blocarea fonturilor la distanță și dezactivarea JavaScript. Versiunea Firefox a uBlock Origin are o caracteristică suplimentară care ajută la dejucarea încercărilor site-urilor web de a eluda blocările.

### Performanță și eficiență
Site-urile de tehnologie și recenziile utilizatorilor pentru uBlock Origin au considerat extensia ca fiind mai puțin consumatoare de resurse decât extensiile care oferă seturi de funcții similare, cum ar fi Adblock Plus. Un benchmark test⁠(d), efectuat în august 2015 cu zece extensii de blocare, a arătat că uBlock Origin este cea mai eficientă din punct de vedere al utilizării resurselor dintre extensiile testate.
uBlock Origin analizează ce resurse de stil sunt necesare pentru o pagină web individuală, mai degrabă decât să se bazeze pe o foaie de stil universală. Extensia preia un snapshot al filtrelor activate de utilizator, ceea ce contribuie la accelerarea vitezei de pornire a browserului în comparație cu recuperarea filtrelor din cache de fiecare dată.

#### Actualizări diferențiale
Începând cu versiunea 1.54, uBlock Origin a introdus implementarea actualizări diferențiale (delta updates)⁠(d), care permite extensiei să obțină doar modificările aduse listelor de filtre în loc să descarce întreaga listă. Acest lucru duce la un consum mai mic de lățime de bandă și la actualizări mai frecvente. Această modificare a făcut parte din eforturile uBlock Origin de a reduce atât solicitările, cât și utilizarea lățimii de bandă, cu scopul de a nu fi clasat printre proiectele cu cea mai mare utilizare a lățimii de bandă de pe jsDelivr⁠(d), așa cum reiese din statisticile publice.

#### Impactul asupra mediului
Conform unei lucrări de cercetare, uBlock Origin a reușit să reducă timpul de încărcare a paginilor web cu 28,5%, cea mai mare eficiență în comparație cu alte blocatoare de reclame precum AdBlock Plus și Privacy Badger⁠(d). Utilizarea sa ar putea reduce semnificativ consumul de energie, economisind aproximativ 100 de ore de navigare pe an pentru utilizatorul global mediu.
Dacă ar fi adoptat pe scară largă în Statele Unite, ar putea economisi peste 117 milioane de dolari pe an în costurile cu energia electrică, iar la nivel mondial, ar putea duce la economii de peste 1,8 miliarde de dolari. Raportul de cercetare sugerează, de asemenea, că utilizarea pe scară largă a uBlock Origin ar putea avea beneficii pentru mediu, prevenind potențial decesele legate de poluare cauzate de generarea de energie electrică pe bază de cărbune utilizată pentru a susține consumul suplimentar de energie din reclame.

### Limitări în browserele bazate pe Chromium
Potrivit creatorului și dezvoltatorului principal Raymond Hill al extensiei, uBlock Origin funcționează cel mai bine pe Firefox. Principalul motiv este că uBlock Origin (uBO) se confruntă cu mai multe limitări tehnice atunci când este utilizat pe browsere bazate pe Chromium, comparativ cu performanța sa pe Firefox, și, prin urmare, utilizatorii se pot confrunta cu o blocare mai puțin eficientă a reclamelor, o expunere potențială la conținut nedorit și o performanță mai lentă atunci când utilizează uBO pe browserele bazate pe Chromium:

#### Dezvăluirea CNAME
În noiembrie 2019, un utilizator uBlock Origin a raportat o tehnică nouă utilizată de unele site-uri pentru a ocoli blocarea trackerilor de la terți. Aceste site-uri se conectează la URL-uri care sunt subdomenii ale domeniului paginii, dar aceste subdomenii se rezolvă la gazde terțe prin intermediul unei înregistrare CNAME. Deoarece URL-ul inițial conținea un subdomeniu al paginii curente, acesta a fost interpretat de browsere ca o solicitare a primei părți și, prin urmare, a fost permis de regulile de filtrare din uBlock Origin (și în extensii similare). Dezvoltatorul uBlock Origin a găsit o soluție folosind un API DNS care este exclusiv pentru Firefox 60+. Noua caracteristică a fost implementată în uBlock Origin 1.25, lansată la 19 februarie 2020.
Browserele bazate pe Chromium nu au capacitatea de a dezvălui servere terțe deghizate în servere de origine prin înregistrări CNAME. Această limitare reduce eficiența blocării trackerilor terți, o capacitate pe care uBO o utilizează pe deplin pe Firefox.
În plus:
- IP address filtering: În versiunea 1.60, uBO a introdus posibilitatea de a bloca cererile de rețea pe baza adreselor IP ale acestora. Acest lucru se realizează prin obținerea înregistrărilor DNS pentru o anumită adresă URL și filtrarea în funcție de IP-urile găsite. Suportul complet este disponibil pentru browserele bazate pe Firefox, în timp ce browserele bazate pe Chromium pot filtra doar atunci când o adresă IP este utilizată direct în URL în loc de un nume de gazdă.
- HTML Filtering: Capacitatea uBO de a filtra corpul de răspuns al documentelor HTML înainte ca acestea să fie analizate de browser este împiedicată în browserele bazate pe Chromium. Această caracteristică, activată de API-ul webRequest.filterResponseData()este disponibilă în prezent numai în Firefox, limitând eficiența filtrării HTML a uBO pe platformele bazate pe Chromium.
- Response Body Filtering: Opțiunea replace= în filtrarea rețelei, care permite modificarea corpului răspunsului, este mai puțin eficientă în browserele bazate pe Chromium. Suportul Firefox pentru această caracteristică permite o manipulare mai robustă a conținutului.
- Browser Launch Filtering: Pe browserele bazate pe Chromium, este posibil ca uBO să nu fie complet pregătit să blocheze cererile de rețea de la filele deja deschise imediat după lansarea browserului. Acest lucru poate permite încărcarea unor sarcini utile de urmărire sau publicitate înainte ca uBO să devină activ, ceea ce este deosebit de problematic pentru utilizatorii care utilizează moduri de refuz implicit pentru resurse terțe sau JavaScript. Deși există o setare de atenuare disponibilă, aceasta nu este activată implicit și nu acoperă toate cazurile de utilizare.
- Pre-fetching: În browserele bazate pe Chromium, site-urile web pot trece peste setările utilizatorului cu privire la pre-fetching, ceea ce poate duce la cereri de rețea nedorite. Firefox, în schimb, previne în mod fiabil pre-fetching-ul atunci când acesta este dezactivat în uBO.
- Compresie: uBO pe browserele bazate pe Chromium nu poate utiliza eficient compresia LZ4 pentru stocarea listelor de filtre și a altor date din cauza problemelor cu IndexedDB în modul incognito. Instanțele IndexedDB sunt resetate în modul incognito, ceea ce face ca uBO să înceapă cu liste de filtre neactualizate și eficiență redusă. Firefox nu se confruntă cu această problemă, permițând stocarea și extragerea mai eficientă a datelor.

## Recepție
uBlock Origin este o extensie de filtrare a conținutului lăudată pe scară largă, cunoscută pentru faptul că este mai puțin consumatoare de memorie decât alte instrumente similare. Scopul său principal este de a oferi utilizatorilor control asupra opțiunilor lor de filtrare a conținutului, în special în ceea ce privește blocarea reclamelor și îmbunătățirea confidențialității.
Extensia a primit reacții pozitive atât din partea utilizatorilor, cât și din partea cercetătorilor universitari. Este frecvent recunoscută pentru eficiența sa în blocarea reclamelor, îmbunătățirea confidențialității și creșterea eficienței navigării. Numeroase studii și lucrări științifice au examinat impactul uBlock Origin asupra performanței web, confidențialității și experienței utilizatorului. Aceste studii au contribuit la o mai bună înțelegere a beneficiilor instrumentelor de blocare a reclamelor, uBlock Origin fiind adesea citat drept una dintre cele mai complete și eficiente soluții. Utilizarea sa pe scară largă și includerea sa în cercetarea academică subliniază importanța sa în contextul mai larg al confidențialității digitale și al securității online.
uBlock Origin este, de asemenea, apreciat pentru angajamentul său de a rămâne un proiect non-profit. Nu acceptă reclame plătite și refuză donațiile, încurajând utilizatorii să susțină direct persoanele care mențin listele de ad block. Acest angajament față de independență contribuie la consolidarea reputației sale ca instrument axat pe confidențialitate, fără interese comerciale.
În plus, acesta a fost lăudat pentru impactul său pozitiv asupra mediului. Prin reducerea timpilor de încărcare a paginilor web, acesta poate duce la economii semnificative de energie. Adoptarea pe scară largă a instrumentului ar putea contribui la reducerea consumului de energie și la atenuarea efectelor negative asupra mediului.

## Platforme acceptate
uBlock Origin este dezvoltat activ pentru aplicații bazate pe două motoare majore de layout.
Odată cu eliminarea treptată de către Google a Manifest V2 în favoarea Manifest V3, browserele non-Chromium precum Firefox nu sunt afectate, în timp ce Brave este unul dintre puținele browsere Chromium care intenționează să continue să suporte Manifest V2 pentru anumite extensii, inclusiv uBlock Origin.

### Actual acceptate

#### Browsere bazate peChromium
- Brave
- Opera
- Microsoft Edge

etc.

#### Browsere bazate peGecko
- Firefox
- Firefox pentru Android
- Zen Browser

etc.

### Suport limitat
- Google Chrome: Începând cu decembrie 2024, uBlock Origin a încetat să funcționeze pentru unii utilizatori din cauza faptului că Google a început eliminarea treptată a Manifest V2 în favoarea Manifest V3. Cu toate acestea, majoritatea utilizatorilor nu sunt încă afectați. Utilizatorii pot extinde temporar suportul prin politici de întreprindere sau pot face sideload pentru uBO manual.[78] uBlock Origin Lite va continua să funcționeze deoarece a fost conceput special pentru MV3.[79]
- Mozilla Thunderbird: În Thunderbird, uBlock Origin afectează doar feed-urile RSS, ceea ce înseamnă că blocarea conținutului și protecția confidențialității oferite de uBO nu este posibilă pentru e-mailuri.

### Suportat anterior
- Goanna
  - Pale Moon: Utilizatorii trebuie să folosească versiunea firefox-legacy, care a fost actualizată ultima dată la 20 iulie 2021.[80] Ca urmare, nu mai este susținută și nu este recomandată pentru utilizarea zilnică din cauza potențialelor incompatibilități, vulnerabilități de securitate și ineficiențe în blocarea conținutului.

- WebKit
  - Safari: Suportul pentru uBlock Origin pentru Safari s-a încheiat cu macOS 10.15 Catalina deoarece Apple a depreciat API-ul de extensie Safari în favoarea unui cadru restricționat de blocare a conținutului, care limitează capacitățile de blocare a reclamelor și este incompatibil cu funcționalitatea uBO.[81][82][83][note 1]
- EdgeHTML
  - Microsoft Edge Legacy: Edge Legacy a fost succedat de reconstrucția completă a Microsoft Edge, bazată pe Chromium, pe 15 ianuarie 2020. Ca urmare, suportul pentru uBO s-a încheiat la scurt timp după aceea, fiind înlocuit de versiunea uBO bazată pe Chromium.[84][85][note 2]